# Vito Wormgoor
Vito Wormgoor (Leersum, 16 novembre 1988) è un calciatore olandese, difensore del DOVO.

## Carriera

### Club
Debutta in Eredivisie il 14 settembre 2008 nella sconfitta fuori casa contro il Groningen per 2-0.
Gioca la sua ultima partita nell'Utrecht il 21 maggio 2009 nella sconfitta fuori casa contro il Groningen per 4-0.
Debutta con il De Graafschap il 7 agosto 2009 nel pareggio fuori casa per 1-1 contro il Cambuur, partita in cui al 37' viene espulso. Segna il primo gol in campionato il 26 marzo 2010 nella vittoria per 1-3 contro l'Oss, dove sigla il momentaneo 2-1. Segna l'ultimo gol con il De Graafschap il 25 settembre 2011 nella sconfitta fuori casa per 1-3 contro il Groningen. Gioca l'ultima partita con la squadra di Doetinchem il 13 maggio 2012 nel pareggio casalingo in coppa olandese contro il Den Bosch.
Debutta con l'ADO Den Haag il 12 agosto 2012 nel pareggio fuori casa per 2-2 contro il Vitesse. Segna il primo gol con la nuova maglia la partita successiva, il 19 agosto, nel pareggio casalingo per 2-2 contro il Waalwijk, dove segna il gol del momentaneo 1-1.

## Palmarès

### Competizioni nazionali
- Campionato MLS: 1

Columbus Crew: 2020